# Pothyne virginalis
Pothyne virginalis är en skalbaggsart som beskrevs av Masatoshi Takakuwa och Keiichi Kusama 1979. Pothyne virginalis ingår i släktet Pothyne och familjen långhorningar.
Artens utbredningsområde är Taiwan. Inga underarter finns listade i Catalogue of Life.